# Brachymyrmex coactus
Brachymyrmex coactus es una especie de hormiga perteneciente al género Brachymyrmex, categorizada en la tribu Myrmelachistini, de la subfamilia Formicinae.

## Distribución
La especie es nativa de la región del Neotrópico. Se distribuye por América, en Argentina, Belice, Bolivia, Brasil, Colombia, Costa Rica, Ecuador, Guatemala, Guyana, México, Nicaragua, Panamá, Paraguay y Perú. Se ha encontrado a altitudes de 10-1915 m s. n. m.

## Taxonomía
Fue descrita por Mayr en 1887.